# Phénoménologie de l'esprit
 (mai 2010).
Si vous disposez d'ouvrages ou d'articles de référence ou si vous connaissez des sites web de qualité traitant du thème abordé ici, merci de compléter l'article en donnant les références utiles à sa vérifiabilité et en les liant à la section « Notes et références ».
La Phénoménologie de l’Esprit (Phänomenologie des Geistes) est une œuvre du philosophe Hegel, parue en 1807 au nombre de 750 exemplaires. Le titre de l’édition de 1807 est Système de la science, Première partie, la Phénoménologie de l’esprit. Un autre intertitre de Hegel est : Première partie : Science de l’expérience de la conscience. Le dessein de La Phénoménologie, tel que mentionné dans sa préface, est d'« appréhender et exprimer le vrai non comme substance, mais précisément comme sujet ».
La Phénoménologie de l'Esprit compte parmi les œuvres les plus importantes de la philosophie selon Levinas. C'est une œuvre dense théoriquement et qui eut une certaine influence sur des écoles de pensées du XIXe siècle et du XXe siècle (marxisme, idéalisme). C'est un livre conceptuel et difficile. Sa réception en France est tardive. Elle est commentée et traduite à partir des années 1930.

## Présentation générale

### Qu'est-ce que laphénoménologie de l'esprit?
L’étude ou science de la conscience est la phénoménologie de l’esprit. Elle étudie la manifestation phénoménale d’un sujet en tant qu’il se rapporte à un objet, c'est-à-dire en tant que conscience. Quand cette étude a pour objet le rapport interne de l’esprit à lui-même on l’appelle psychologie.
La phénoménologie est donc la « science de l’expérience de la conscience ». Hegel décrit l’évolution dialectique de la conscience par le jeu des négations successives. Depuis la première opposition immédiate entre elle et l’objet, puis la conscience de soi, la raison, l’esprit, la religion, jusqu’au savoir absolu dans lequel « le concept correspond à l’objet et l’objet au concept », ce dernier savoir est selon Hegel savoir de l’être dans sa totalité, intériorisation de l’objet, ou identité de l’objet de la pensée et de l’activité de connaissance dont le résultat est l’objet lui-même.

### Place de laPhénoménologie de l'Espritdans l'œuvre de Hegel
Cette œuvre a été conçue par Hegel comme une introduction à sa pensée, en particulier au système de la science. Hegel publie cette œuvre (en 1807) comme la première partie de son système. Cette oeuvre précède La Science de la logique.

### Finalité de laPhénoménologie de l'esprit
Le but de la phénoménologie est de décrire en totalité l’essence intégrale de l’homme, c'est-à-dire ses possibilités cognitives et affectives. C’est en ce sens une anthropologie, bien que dans l’ensemble de son système, Hegel considère la phénoménologie de la conscience au sein de la totalité de l’histoire de l’esprit, donc au-delà de l’être humain.

### Structure de laPhénoménologie de l'esprit
La phénoménologie est divisée en huit chapitres qui se regroupent en trois parties :
La conscience en général :
- 1. La certitude sensible ; 2. La perception ; 3. L'entendement ;

La conscience de soi :
- 4. Certitude et vérité de la conscience de soi

La raison qui est la conscience intégrale unissant les deux premières :
- 5. La raison

- 6. L'Esprit

- 7. La Religion

- 8. Le savoir absolu

### Les modalités du discours de Hegel du point de vue de la conscience: pour nous (für uns); pour elle (für es)
La description de Hegel adopte tour à tour le point de vue de la conscience (für es) telle qu’elle s’apparaît à elle-même et celui du philosophe ou du savoir absolu (für uns). Un moment de la dialectique de la conscience peut donc être certain pour la conscience elle-même, et faux pour celui qui rassemble la totalité des moments en une seule totalité - la certitude concerne le fait pour le sujet d'être ainsi présent à soi-même ; la vérité concerne toujours le contenu, et se définit pour Hegel de façon très classique par une adaequatio rei et intellectus. Ou, autrement dit, toute conscience commence par l’erreur, et est dans l’erreur, mais se hisse à la vérité dans la totalité de son histoire. Cette histoire est une suite de prises de conscience (expériences vécues) et de créations actives (transformation du réel).

### Le positionnement par rapport à l'objet, source de la dialectique
La connaissance d’un objet ne peut se réduire à ce que nous savons de cet objet, bien qu’habituellement nous considérions un objet tel qu’en lui-même. En effet, dans la connaissance sont aussi contenus le je qui sait et la relation que nous entretenons avec lui, c’est-à-dire la conscience que nous en avons. Pourtant, lorsque nous ne sommes attentifs qu’à l’objet, nous n’avons pas la conscience du savoir même qu’est cette conscience ; l’attitude naturelle chosifie, cela veut dire plus simplement qu’elle considère l’objet comme s’il était réellement extérieur à la relation que nous entretenons avec lui. Cela nous donne deux manières de concevoir un objet quelconque ; ces manières sont des perspectives philosophiques fondamentales (mais nous verrons qu’elles sont pour Hegel des moments du devenir de la conscience) :
- le réalisme voit l’objet comme une réalité étrangère, objet posé hors de nous simplement tel qu’il est ;
- l’idéalisme fait au contraire de la conscience un élément essentiel de la constitution du savoir : la conscience, par son activité, pose le monde et donc le détermine en partie ou intégralement.

La philosophie étudiera ces déterminations subjectives de la connaissance, i.e. la relation même dont nous venons de parler. Cette relation a deux dimensions :
- quand la conscience est savoir d’un objet intérieur ;
- quand la conscience est savoir d’un objet extérieur, soit que l’objet soit simplement donné, soit qu’il soit produit par la conscience.

## Réception en France

### Traductions
- Phénoménologie de l'esprit, Paris, Vrin, 2006, traduction de Bernard Bourgeois.
- Phénoménologie de l'esprit, Paris, Gallimard, Coll. Folio Essais, 2002, traduction appendices et notes de Gwendoline Jarczyk et Pierre-Jean Labarrière.

- Phénoménologie de l'esprit, Paris, Aubier, 1991, traduction de Jean-Pierre Lefebvre ; réédition poche en 2012, Paris, GF Flammarion.
- La Phénoménologie de l'esprit, Paris, Aubier, 1939, traduction de Jean Hyppolite.

### Commentaires
- Jean Wahl (1929).
- Alexandre Koyré (1931-1933).
- Genèse et structure de la Phénoménologie de l'esprit de Hegel, Jean Hyppolite (1946).
- Leçons sur la Phénoménologie de l'esprit, Alexandre Kojève (successeur de Koyré, professées entre 1933 et 1939 à l’École des Hautes études de Paris, réunies et publiées par Raymond Queneau en 1947).
- Tableau général de la philosophie allemande en quatre volumes, Strasbourg, 1848-1951, Joseph Willm.
- Leçons sur la Phénoménologie de l'esprit de Hegel, Jean-François Marquet (2004).

### Histoire de la réception en France
« On a beaucoup attendu, en France, pour lire et traduire la Phénoménologie. Peut-être parce que, disposant dès 1817 d'un exposé systématique de la philosophie de Hegel […], on s'est contenté dans la deuxième moitié du XIXe siècle, de […] l'Encyclopédie des sciences philosophiques, après qu'on eut d'abord édité son Esthétique, plus populaire et « littéraire ». »
Cependant que Jean Wahl est le premier à proposer des ouvrages thématiques concernant la philosophie hégélienne, les cours d'Alexandre Kojève marquent l'instauration d'une tradition hégélienne en France. À ces derniers sont présents notamment Sartre, Lacan, Beauvoir, Hyppolite, Queneau, Merleau-Ponty ou encore Aron. On[Qui ?] note cependant une ambition certes introductive, mais aussi politique, de l'aveu même de l'auteur, qui en fait une « œuvre de propagande destinée à frapper les esprits ». La « propagande », si elle n'est pas immédiatement visible pour tout lecteur, relève de choix décisifs dans l'interprétation de Hegel, notamment concernant la fin de l'histoire, le statut du christianisme, ainsi que la place de l'anthropologie dans le système. Ces cours, publiés et édités par Queneau quinze ans plus tard, marquent le début d'une tradition exégétique française de l'hégélianisme. On distingue par la suite trois courants majeurs : ceux continuant l'œuvre de Kojève, un autre courant dans le sillage des travaux de Jean Hyppolite, lui-même auditeur des cours du Franco-Russe, et celui de Bernard Bourgeois.

## Résumé de l'œuvre

### Préface
Les actes de la pensée paraissent tout d’abord, étant historiques, être l’affaire du passé et se trouver au-delà de notre réalité. Mais en fait, ce que nous sommes, nous le sommes aussi historiquement ou plus exactement : comme dans ce qui se trouve dans ce domaine, l’histoire de la pensée, le passé n’est qu’un des aspects, de même dans ce que nous sommes, l’élément impérissable commun à tous est lié indissolublement à ce que historiquement nous sommes. Le trésor de la raison consciente d’elle-même qui nous appartient, qui appartient à l’époque contemporaine, ne s’est pas produit de manière immédiate, n’est pas sorti du sol du temps présent, mais pour lui c’est essentiellement un héritage, plus précisément le résultat du travail et, à vrai dire, du travail de toutes les générations antérieures du genre humain.

### Conscience
Ce qui suit est un résumé de la partie « Conscience ». Des étapes du raisonnement ont été omises par souci de concision. Pour un exposé détaillé de cette partie : voir l'article détaillé.
Les trois premiers chapitres peuvent être réunis en un ensemble dont l’objet est la conscience en général, opposée au monde extérieur. Ils traitent donc de la constitution de la connaissance (point de vue cognitif). La dialectique de cette conscience conduira à la conscience de soi (désir et action, point de vue anthropologique).
L’homme s’oppose au monde, c’est la conscience du monde extérieur. Celle-ci passe par plusieurs moments.
- La sensibilité est la certitude immédiate d’un objet extérieur, le ceci. Mais l’ici et le maintenant du ceci disparaissent (l’objet change, est détruit, etc.), tandis qu’il y a toujours un ceci et un maintenant en général. Dans leur universalité, ils ne sont donc aucun ici et maintenant en particulier. La certitude de la sensibilité est donc plutôt vérité d'une perception universelle.

- L’objet de la perception est la chose. Ses déterminations sont immédiates dans la sensibilité et pourtant médiatisées par notre relation avec elles. Elles appartiennent à la chose dans sa singularité, mais sont en même temps universelles car, d’une part, elles peuvent être attribuées à d’autres choses, et, d’autre part, elles sont indépendantes les unes des autres (par exemple : couleur, poids, étendue, etc).

- Mais puisque les choses ne sont rien d’autre que leurs propriétés, elles se transforment, disparaissent et surgissent sans cesse. Dans ces modifications, le modifiable est supprimé et ce qui reste est le devenir, la modification elle-même. L’entendement saisit l’essentiel qui demeure dans le changement des choses : il est la conscience en tant qu’elle considère l’intérieur des choses, la force qui s’extériorise et lie les déterminations universelles entre elles. Cet intérieur est la pensée ou concept de l’objet, qui est la propre forme de la conscience, par laquelle elle laisse place à la conscience de soi.

#### I. La certitude sensible oule ceciet la visée comme telle mienne (trad. B. Bourgeois)
Ce chapitre analyse la dialectique du savoir sensible jusqu’à la perception. Notre premier savoir est la certitude sensible immédiate, pas encore conceptuelle. Elle semble posséder concrètement deux caractéristiques : richesse et vérité. Mais cette certitude est en réalité très pauvre, et se résume à l'affirmation que telle chose ou tel « je » singulier est. Constituée principalement de deux termes intermédiés, ce « Je »-ci et cet objet-ci qui n’existent pas séparément, la certitude est à chaque fois exemplifiée par un ceci.
Le ceci a deux aspects fondamentaux, maintenant et ici, qui sont des universels : (il y a toujours un « maintenant »et un ici). Ils constituent la vérité du ceci. L’être pur de la certitude sensible est par conséquent essentiellement médiation et négation. La certitude sensible n’est plus dans l’objet, mais se retrouve dans le « je ».
Le « je » est soumis à la même dialectique que l'objet : la certitude du « je » est niée par un autre « je » qui possède la même certitude. Le « je » ne demeure donc qu’en tant qu’universel.
Ce que nous exprimons donc par notre langage, et ce que nous percevons et tenons pour vrai, c’est toujours l’ensemble (« un Ici d’autres Ici ») à la place du savoir immédiat par laquelle ce chapitre avait commencé. La certitude sensible est dépassée et élevée en perception.

#### II. La perception ou lachoseet l’illusion
La perception prend donc à présent pour vérité l’universel. Cette perception est constituée de deux moments, le « je » universel et l'« objet » universel. Le « je » est « devenu le mouvement de désignement », alors que l’objet en est le résultat, « la somme et le résumé », et, en ce sens, il est l’essentiel de la perception, par opposition à l’inessentialité du « je ».
La perception est riche d'une diversité de propriétés universelles médiées par négation du savoir sensible. Le « medium universel abstrait », ensemble de ces déterminations indifférentes les unes aux autres, constitue la chosité (Dingheit). Cet aussi est donc simple en tant que medium identique à soi et multiple en tant qu’ensemble de nombreuses propriétés.
Ces propriétés déterminées se différencient les unes des autres mais entretiennent ainsi un certain rapport par lequel elles s’opposent, sans quoi elles ne seraient pas ce qu’elles sont. Or, cette opposition excède le medium de la chosité : celui-ci ne peut être seulement un « Aussi », il doit être aussi une « unité exclusive. » 
Hegel résume ainsi l’achèvement de la chose : « l’aussi de nombreuses propriétés » ; la négation simple, l’Un ; les propriétés elles-mêmes, en tant que relation des deux premiers moments. Ce qui achève la chose, c’est donc l’unité de l’être et de la négation.

#### III. Force et entendement
À partir de la perception, l’entendement opère une distinction entre le phénomène et l’universel, son être vrai. Cette distinction produit l’idée d’un monde supra-sensible (intelligible), qui devient l’objet vrai opposé à un sujet connaissant. Exemple : la Forme platonicienne, la monade logique de Leibniz, l’idée de force en physique.
Après avoir dépassé la certitude sensible, la conscience ne peut plus tenir pour vrai que ce qui est dépourvu de propriétés, l’universel « inconditionné ». Celui-ci reste pour elle un objet qui gère son essence pour soi-même. Elle pense n’avoir aucune part à sa réalisation.
Mais l’universel inconditionné est aussi le mouvement unificateur de ce qui le compose. Cette force apparaît comme non-objective, « intérieur des choses ». Mais une autre force est nécessaire pour que la force se déploie, et dans ce jeu des forces le déploiement n’est qu’extériorité et perte de réalité. Dans cette expérience, la « réalité » objectivée est comprise comme conceptuelle. La conscience devient entendement.
Dans l’intérieur (la force refoulée dans soi) s'ouvre un monde suprasensible qui ne peut être connu. L’intérieur est pour l'entendement le vrai comme simple, non-rempli par le jeu des forces, un 'calme royaume des lois'. Mais il ne suffit pas à accomplir son propre déploiement dans le monde phénoménal. Il y a donc une déficience de la loi, qui bascule du côté du phénomène mais en tant qu’elle exprime le tout sous la raison de la simplicité, elle est à nouveau la force intérieure, différence pure. Il y a donc un mouvement cyclique qui s’appelle « expliquer ».
L’entendement fait l’expérience que c’est de la loi du phénomène lui-même qu’adviennent des différences qui n’en sont pas, le « devenir inégal de l’égal ». Un deuxième monde suprasensible se forme, c’est le « monde renversé » qui n'est que le monde phénoménal passé par la médiation du premier monde suprasensible.
C’est donc l’opposition dans soi-même, ou contradiction, qu’il importe pour l’entendement de penser. Dans la différence intérieure, l’opposé n’est pas seulement un des deux : l’autre est immédiatement présent-là. Il est lui-même et son opposé dans une unité, c'est l'infinité. Cela a été l’âme de tout ce qui précède, mais c’est seulement dans l’intérieur, comme acte d’expliquer, qu’il est venue au jour librement. En tant qu’elle est enfin objet pour elle-même, la conscience est 'autoconscience ou conscience de soi'.

### Conscience de soi ou autoconscience
Le chapitre IV de la Phénoménologie traite de la « conscience de soi », moment charnière qui permettra à la conscience d'accéder à la raison.
Ce qui suit est un résumé de cette partie « Autoconscience ». Des étapes du raisonnement ont été omises par souci de concision.
Alors que les trois premiers chapitres traitaient des facultés cognitives de l’homme, de ce qu’il y a d’apparemment passif en lui (l’objet était posé face à une conscience), Hegel va maintenant étudier la conscience en tant que désir et action, i. e. en tant qu’elle prend conscience de sa liberté et de sa puissance transformatrice, moteur de l’histoire humaine.

#### IV. La vérité de la certitude de soi-même
Hegel a considéré la conscience en général, c’est-à-dire la conscience du monde extérieur. Dans cette conscience, la certitude de l’objet s’est déplacée de l’expérience immédiate à l’entendement en passant par la perception. Il y a ainsi une dialectique de la vérité qui fait apparaître tous les moments de la conscience comme des erreurs. Jusqu’ici, la vérité était posée en dehors de la conscience ; mais en prenant conscience de l’identité du « je » et de l’acte de relation de la conscience, nous arrivons à la conscience de soi, « dans le royaume natal de la vérité. »
La conscience de soi est une nouvelle modalité du savoir, c’est un savoir de soi, un retour de la conscience depuis l’être-autre. En ce sens, elle est une pure tautologie, car la différence d’avec l’objet se trouve abolie : « je suis je ». La conscience de soi est donc le moment de la prise de conscience de l’identité de soi à soi. Elle demeure cependant à la fois une conscience d’un objet (moment négatif) et de soi-même, c’est-à-dire de son essence vraie. En tant que cette conscience porte sur un soi, elle devient désir.

##### Maîtrise et servitude
En tant que désir, c’est-à-dire volonté de s’assimiler, de faire sien, donc de détruire ce qui s’oppose, la conscience de soi cherche la reconnaissance d’une autre conscience dans un combat à mort. La négativité de cette conscience implique donc :
- la négation de sa nature animale, donc la possibilité de se nier, de vouloir sa propre mort ;
- la reconnaissance de la liberté d’autrui que l’on cherche à s’assimiler.

L’animal homme devient véritablement homme par son mépris de la mort. Mais, s’il cède à la peur de mourir, il devient une conscience esclave, non reconnue, il reste dans un état animal, mais en travaillant pour un maître qu’il reconnaît comme son supérieur.
Le maître est donc le vainqueur, il n’a pas besoin de reconnaître l’autre, mais pour être tel, il doit être reconnu par un homme qu’il juge son inférieur. L’homme-maître est en ce sens une impasse existentielle : il ne parvient pas à satisfaire son désir. L’esclave est quant à lui une conscience servile : il a préféré vivre, il dépend encore de sa vie animale, il n’est pas libre. Il travaille pour le maître, et, en travaillant, il transforme la nature, et c’est parce qu’il transforme qu’il sera le sujet véritable de l’histoire humaine. On voit ici que, pour Hegel, la nature est transformée en monde, en histoire, par le résultat d’une lutte : cette lutte aboutit au travail de l’esclave.

##### Liberté de la conscience de soi
L’esclave prend conscience de sa liberté par la transformation de la nature, mais cette liberté est purement mentale : elle n’est pas réalisée, mais demeure intérieure. La dialectique de la conscience servile se divise en trois moments :
- le stoïcisme : c’est la pensée qui se conçoit libre ; détachement du monde extérieur : le stoïcien se proclame universellement libre. Il se retire dans sa pensée et se sépare de la nature et de la société : dans le stoïcisme, l’homme est ainsi un empire dans un empire. Mais cette indépendance est illusoire, c’est une fausse liberté, abstraite.
- le scepticisme : prise de conscience solipsiste, le Moi nie le monde (empirique et sensible), la réalité. Il n’agit pas plus que le stoïcien : sa négation radicale est purement imaginaire.
- la conscience malheureuse : la négation du monde conduit à la conscience religieuse, qui se crée un maître transcendant, Dieu, toujours par peur de la mort, et en cela c’est encore une conscience servile. Cette conscience est malheureuse car elle est divisée entre un moi empirique et mortel, et un moi transcendant. La conscience malheureuse ne parvient donc pas à l’unité, elle est déchirée en elle-même.

Les chapitres « Raison », « Esprit », « Religion » et « Savoir absolu » qui suivent sont les derniers de l'œuvre. Ils sont parfois regroupés dans une section « Raison et sujet absolu ».

### V. Certitude et vérité de laRaison

#### Présentation
L’homme de la raison nie la transcendance et cesse de se désintéresser du monde : cette négation permet la réconciliation de la conscience avec elle-même, et ouvre la voie de la liberté véritable, i.e. l’action dans le monde. Mais ce moment comporte lui-même plusieurs étapes.
Ce qui suit est un résumé de cette partie « Raison ». Des étapes du raisonnement ont été omises par souci de concision. Pour un exposé détaillé

#### La raison observante, le savant
L’autoconscience accède à la raison et assure être toute réalité. Cet idéalisme a besoin d’une impulsion étrangère sauf à revenir au scepticisme. Commence alors l’acte de comprendre. Avant, la conscience percevait, maintenant, avec la certitude d’être l’autre, elle dispose les observations et l’expérience même et s’emploie à trouver comme concept ce qui avant était une chose.
La conscience observante dépasse alors l'acte sans fin de description pour distinguer l'essentiel en classifiant. Ensuite la raison s’attache à distinguer l’être du devoir-être jusqu'à la notion de loi, qui reste une espèce particulière d’objet.
Deux concepts indifférents, loi et fin, apparaissent alors, dont l'unité échappe à l’observation. Ce qui engendre la loi que « l’extérieur est l’expression de l’intérieur ».
L’un des deux extrêmes est la vie et l’autre la même chose singulière ou comme individu. Il suit de là que si la raison observante en vient à l’intuition d’elle-même comme vie universelle, elle se laisse tomber immédiatement dans l’extrême de la singularité, l’individu.
L’observation retourne donc dans elle-même. Les lois logiques, contenu pétrifié, ne permettent pas de comprendre la raison comme conscience active. S’ouvre le champ de la psychologie, confronté à la contradiction suivante : trouver des lois de l’esprit dans la multiplicité des individus.
La raison est renvoyée à l’individu, à son corps, à la fois figure et expression. Mais cette extérioration est l’agir retenu demeurant en l’individu, arbitraire comme un signe, visage autant que masque. La raison se tourne alors vers l’extrême de l’effectivité sensible observable dans la phrénologie, mais parait avoir atteint les limites de l’observation en donnant à l’être mort la signification de l’esprit.

#### La raison en action
L’autoconscience rationnelle est certitude d’être toute réalité, mais son objectivité ne vaut plus que comme individu, essence spirituelle simple. L’éthicité est l’unité spirituelle des individus, à présent diffractée en une multitude.
Le désir maintient les individus dans une séparation qui n’est pas en soi pour l’autoconscience. Elle parvient donc à la jouissance, qui ne consiste en rien d’autre qu’en ce cercle d’abstractions de l’unité pure, de la différence pure, et de leur rapport. L’autoconscience n’a ainsi expérimenté qu’un saut pur dans l’autre, une énigme puissante broyant l’individualité.
Dans cette figure nouvelle, l’autoconscience est la loi du cœur, opposée à l’effectivitéautre, ordre violent du monde. L’individualité n’évolue alors plus dans la légèreté. Son plaisir est ce qui est conforme à la loi du cœur, qui en s’accomplissant devient puissance universelle. L’individu trouve donc les autres opposés à ses intentions excellentes. Par là, il atteint à l’aliénation, et énonce l’ordre universel comme fait de prêtres fanatiques, de despotes débauchés. Il est le cours du monde. La résolution est dans la sursomption de l’individualité. Cette nouvelle figure est la vertu.
La vertu produit son essence vraie, essence qu’elle élève en vision du bien, cesser de l’agir. La vertu se trouve donc vaincue par le cours du monde, qui du coup a disparu comme ce qui se tenait face à la conscience.

#### La raison pratique
La nature est maintenant réalité compénétrée par l’individualité. L’œuvre est alors la réalité que se donne la conscience. L’effectuation est une façon d’exposer ce qui est sien dans l’élément universel, par quoi elle devient substance éthique.
Hegel s’en prend alors à une raison censée « donner des lois » (Chez Kant par exemple). L'être de l’individualité est maintenant l’agir en tant que substance éthique absolue.
Absolue car l’autoconscience ne peut ni ne veut outrepasser cet objet, qu'elle énonce en des lois pratiques.
Mais de telles lois n’en restent qu’au devoir-être, elles sont des commandements, auxquels il ne peut revenir que l’universalité formelle. La raison législatrice est abaissée à une raison seulement probatoire.
La tournure d’esprit éthique consiste justement dans ceci : persister fermement dans son point de vue du juste, sans contradiction formelle.

### VI. L’esprit
Selon la remarque d’Alexandre Kojève, le livre peut être divisé en deux parties : dans les chapitres ci-dessus, l’homme est étudié de manière a-historique et en dehors de la société. Ensuite, une deuxième partie analyse l’état réel de l’homme qui est toujours un être social. Ce qui sera donc maintenant étudié, c’est la dialectique des réalisations politiques de l’homme (i.e. l’homme en tant qu’il réunit tout ce qui précède : sensation, perception, entendement, désir, lutte, travail).

#### Esprit objectif: morale, droit, et État
La conscience qui se réalise est appelée esprit objectif. Cet esprit est incarné dans la vie humaine commune.

##### La morale
- moralité subjective ou responsabilité, intention, bien et devoir. Cette morale kantienne est selon Hegel purement formelle et subjective. Pour devenir concrète, la morale doit se réaliser dans une société.

- moralité objective :
  - La famille
  - La société civile : travail et production
  - L’État : universel et donc au-dessus des individus, il réalise la raison et la liberté en réglant les conflits.

##### Le droit
Le droit, en tant qu’esprit objectif :
- Le droit abstrait
- La morale
- L’éthique (famille, société civile et État).

##### Le monde païen
Le monde du maître.

### VIII. Le savoir absolu
Le savoir absolu ne décrit pas la totalité du réel, ce qui serait délirant malgré ce que Kojève a pu laisser croire, c'est un savoir sur le savoir, la conscience de soi du savoir comme savoir d'un sujet. C'est l'unité du subjectif et de l'objectif (Logique I, p. 33), passage à la logique qui est bien une vérité définitive, un savoir absolu bien que formel et sans contenu encore. On peut même dire que la conscience du caractère subjectif du savoir est aussi le savoir de l'insuffisance du savoir (rejoignant l'ignorance docte), savoir du négatif et savoir qu'on ne peut dépasser son temps !
En effet, la philosophie, pour Hegel, doit être scientifique ; elle doit donc être nécessaire et circulaire. L’absolu est circulaire, cela signifie que le système revient à son point de départ, et que ce point de départ peut être n’importe où ; mais la différence avec les sciences, c'est que la philosophie rend compte du sujet qui l'énonce et de son inscription dans une histoire. Le système encyclopédique des sciences est l'histoire des interactions du sujet avec son objet, qui ne sont jamais données d'avance mais qui se succèdent en s'opposant malgré tout selon une logique dialectique implacable.
Ainsi le savoir absolu succède dans la phénoménologie à la religion et se comprend comme négation de l'être-étranger, de la projection dans un Dieu du sujet qui s'assume comme divisé et comme intériorisation de l'extériorité. « C'est seulement après avoir abandonné l'espérance de supprimer l'être-étranger d'une façon extérieure que cette conscience se consacre à soi-même. Elle se consacre à son propre monde et à la présence, elle découvre le monde comme sa propriété et a fait ainsi le premier pas pour descendre du monde intellectuel. » Le savoir absolu est la conscience de soi de l'histoire, passage de l'histoire subie à l'histoire conçue, du passif à l'actif, de l'abstrait au concret.